# Candle in the Wind
Candle in the Wind é uma canção composta por Elton John e Bernie Taupin. Foi escrita originalmente em 1973, em homenagem a Marilyn Monroe, que havia morrido 11 anos antes. Esta canção faz parte do álbum Goodbye Yellow Brick Road de 1973.
Em 1997, John fez um remake da canção como uma homenagem à sua amiga pessoal Diana, Princesa de Gales. Esta versão da canção foi lançada como single, e chegou ao n°1 em muitos países.

## Versão original
A versão original em Mi maior apareceu no album Goodbye Yellow Brick Road, de 1973. A letra da música é um simpático retrato da vida de Marilyn Monroe (o primeiro verso da canção, "Goodbye Norma Jean", faz referência ao verdadeiro nome de Marilyn. O lançamento do single da canção original chegou ao número 11 nas paradas britânicas em 1974. Na época, não foi lançada como single nos Estados Unidos ("Bennie and the Jets" foi escolhido em vez disso). Taupin se inspirou para escrever a música depois de ouvir a frase "Candle in the wind" usado em homenagem a Janis Joplin.
Esta versão ficou em 347° lugar na lista das 500 maiores músicas de todos os tempos da revista Rolling Stone.
Em 7 de abril de 1990, no Farm Aid 4, John dedicou a música a Ryan White, seu amigo que sofria de AIDS. White morreu de complicações de AIDS no dia seguinte.

## Versão ao vivo de 1986
Em 14 de dezembro de 1986, uma versão ao vivo foi gravada em Sydney, na Austrália. Foi lançada em 1987 no álbum Live in Australia with the Melbourne Symphony Orchestra e como um single. Em 1988, chegou ao n° 5 nas paradas britânicas e nº 6 nos Estados Unidos.

## Versão de 1997
"Candle in the Wind 1997" ou "Goodbye England's Rose" (Adeus, Rosa da Inglaterra) é um remake de Candle in the wind, feito como um tributo a Diana, a princesa de Gales. Lançada em 1997, alcançou a posição número 1 no Reino Unido, tornando-se o quarto single nº 1  de Elton John. Também chegou a número 1 em vários outros países. O Guinness Book of Records de 2007, afirma que "Candle in the Wind 1997" é o single mais vendido "desde que os registros começaram, mas que "White Christmas", de Bing Crosby, vendeu mais cópias. Elton disse que nunca mais cantaria esta versão ao vivo, exceto a pedido do Príncipe William de Gales ou do Príncipe Harry de Gales. Aparentemente, só foi tocada duas vezes: uma durante os serviços do funeral e outra pouco depois para a gravação do single, produzido por George Martin. Segundo a United World Chart, é a música de maior sucesso de todos os tempos.